# Stanislav Škrabec
Stanislav Škrabec (pravo ime Anton Škrabec), slovenski frančiškanski pater, jezikoslovec, urednik verskega lista Cvetje z vertov sv. Frančiška in nabožni pisatelj, * 7. januar 1844, Hrovača pri Ribnici, † 6. oktober 1918, Ljubljana.

## Življenje
Škrabec velja za največjega slovenskega jezikoslovca 19. stoletja.
Rodil se je kot prvorojenec kmečke družine, krstili so ga za Antona. Oče mu je bil  kmet Anton Škrabec st., mati mu je bila kmetica Marija (roj. Zobec). Ljudsko šolo je obiskoval v Ribnici, kjer je bil trikrat vpisan v Zlato knjigo odličnjakov, leta 1852, 1853, 1854, vselej na prvem mestu. Potem je šel na gimnazijo v Ljubljano, kjer je leta 1863 maturiral in še istega leta stopil v frančiškanski red. Krstno ime Anton je zamenjal z imenom Stanislav. Mašniško posvečenje je prejel leta 1867.
Dve leti je bil suplent na ugledni frančiškanski gimnaziji v Novem mestu, kjer je poučeval slovenščino, grščino in nemščino, nato pa je od leta 1869 do 1872 v Gradcu študiral klasično in slovansko jezikoslovje ter leta 1876 opravil profesorski izpit. Že od leta 1873 je bil nastavljen na Kostanjevico pri Gorici, kjer je poučeval na interni frančiškanski gimnaziji in tam ostal skoraj 43 let, vse do leta 1915, ko se je zaradi bližine soške fronte med prvo svetovno vojno moral umakniti v Ljubljano, kjer je 6. oktobra leta 1918 tudi umrl.
Močno je vplival na razvoj slovenskega jezika, tudi z jezikoslovnimi razpravami, ki jih je pisal na platnice revije Cvetje z vrtov svetega Frančiška, ki jo je urejal od ustanovitve 1880 pa skoraj do smrti. Šele nedavni simpoziji (od 1994 dalje) so končno ovrednotili njegovo precej zamolčano delo. Njegova pranečakinja, učiteljica in mučenka Ivanka Škrabec Novak, je v postopku za beatifikacijo.

## Delo
Škrabčevo osrednje delo zajema predvsem glasoslovje in pravopis slovenskega knjižnega jezika, čeprav se je ukvarjal tudi z oblikoslovjem, skladnjo in stilistiko. Njegove jezikoslovne raziskave in normiranje so potekali v želji, da bi se Slovenci v šoli in cerkvi naučili svojega knjižnega jezika, v katerem bi se med seboj sporazumevali ter pisali.
Škrabčeva prva jezikoslovna razprava O glasu in naglasu slovenskega knjižnega jezika v izreki in pisavi je izšla leta 1870 v izvestju novomeške gimnazije in velja za začetek slovenskega  glasoslovja. V njej je odprl poglavitna jezikoslovna vprašanja, s katerimi se je ukvarjal v svojih kasnejših spisih. Razprava se deli na poglavji Naglasi naše slovenščine in Glasovi naše slovenščine. V prvem poglavju je pisal o potisnjenem in potegnjenem naglasu ter o problemu naglasnih znamenj, v drugem pa je opisal nekatere slovenske glasove. Že tedaj se je skliceval na kontrastivno slovnico indoevropskih jezikov ter aktualni slovenski govor.
Osem let kasneje je pripravil nove jezikoslovne spise in jih neuspešno skušal  objaviti pri Slovenski matici in v Soči. Njegova jezikoslovna stališča so namreč nasprotovala tedaj uveljavljenim Levstikovim nazorom, po katerih je normiranje slovenščine izhajalo iz zapisov stare cerkvene slovanščine. Enako ostro je Škrabec nastopil proti panslavističnim in ilirističnim idejam v jezikoslovju. Zaradi svojih nazorov je svoje razprave lahko objavljal šele od leta 1880, ko so frančiškani na Kostanjevici pričeli izdajati verski mesečni list Cvetje z vertov sv. Frančiška. Od leta 1884 do leta 1915, ko je list pričel izhajati v Kamniku, kamor so se frančiškani zatekli pred soško fronto, je bil Škrabec njegov urednik. Jezikoslovne razprave je objavljal na platnicah že od prvega letnika dalje. Svoja jezikoslovna dela je za knjižno izdajo pričel pripravljati šele proti koncu življenja v Ljubljani. Izdajo njegovih Jezikovnih spisov je posthumno dokončal Škrabčev učenec in naslednik Anton Breznik.
Zagovarjal je fonemski zapis, izhajajoč iz slovenščine, ki jo v pogovoru uporabljajo izobraženci. Pisavo je obravnaval kot sekundarno ter izhajajočo iz govorjenega jezika. Ker pravorečna norma še ni bila določena, se je v največji meri ukvarjal z glasoslovno stranjo jezika. Zapis slovenskega jezika naj bi temeljil na osrednjeslovenskem in dolenjskem govoru v 16. stoletju, ki naj bi ustrezal aktualni izgovorjavi. Odklanjal je umetne tvorbe, ki so nastale kasneje brez zgodovinske in etimološke utemeljitve. Preganjal je tudi nefonetične zapise, ki so se v pisnem jeziku tedaj že ustalili, pri čemer ni bil uspešen. Bil je prvi, ki je sistematično zapisoval govor.
Že v svojem prvem spisu je zapisal, da ima slovenščina premični naglas. Strogo je ločeval dolžino in kakovost samoglasnika ter se zavzemal za nova naglasna znamenja, ki jih je kasneje uvedel Maks Pleteršnik. Škrabec je opisal tonemski naglas, ki do tedaj ni bil sprejet v knjižno slovenščino. Pomembno mesto v njegovem delu ima določitev polglasnika kot samostojnega fonema slovenskega glasoslovnega sistema. V pravorečju si je prizadeval za odpravo elkanja, ki naj bi bilo posledica branja po črki in nefonetičnega zapisa. Razvil je svoj samoglasniški sistem, ki je vseboval 9 samoglasniških fonemov.
Škrabec je poljudno pisal predvsem o svetih bratih Cirilu in Metodu (1885–1887), v Cvetju z vrtov svetega Frančiška pa je objavljal tudi nabožne spise. Kritično je pisal o umetnih jezikih, o esperantu in drugih, pri tem je izoblikoval svoj umetni jezik imenovan evlalija (1908–1910). Za stenografijo je predložil svoj lastni sestav (1907–1910).
Del njegove zapuščine – knjižnice je shranjen v knjižnici frančiškanskega samostana v Kamniku.
Njegov hobi je bilo ukvarjanje z vrtnim cvetjem. Na Slovensko je prinesel in populariziral gladiole.

## Poimenovanja in počastitve
Po njem je dobila ime Škrabčeva ulica v ljubljanski Rožni dolini in Škrabčeva pot v Novi Gorici ter Škrabčev trg v Ribnici. Tudi samostanska knjižnica na Kostanjevici nad Gorico se danes imenuje po njem. Veliko knjižnega gradiva je vanjo prišlo v času, ko je v samostanu deloval Škrabec, za potrebe priprave Cvetja ali pa je bilo Škrabcu poslano v dar ali oceno. V Novi Gorici na koncu Erjavčeve ulice pod Kostanjevico stoji Škrabčev  doprsni kip.